# Pintor de Coghill
Pintor de Coghill es el nombre convenido para un pintor ático de vasos de figuras rojas activo alrededor del tercer cuarto del siglo V a. C.
Pertenece al grupo de Polignoto de pintores de vasos que trabajaron entre el 450 y el 420 a. C.  El historiador de arte británico John Beazley le dio este nombre por el primer propietario conocido del vaso, el coleccionista Sir John Coghill; su crátera de cáliz de figuras rojas está exhibida en el museo (Museo Calouste Gulbenkian 682, de Lisboa. Beazley le atribuyó solo otros dos vasos, ambos hidrias, basándose en su estilo de pintura, cercano al del Pintor de Peleo
La crátera de Lisboa, descubierto cerca de Agrigento, datado entre el 440 y el 430 a. C., se caracteriza por su decoración en dos registros horizontales, separados por una banda con un patrón de "huevo". El registro superior representa el rapto de las hijas de Leucipo, un tema predilecto de los artistas antiguos, que se ha conservado en nueve pinturas de vasos, la mayoría del siglo V a. C. Se ha sugerido que algunas de las pinturas de los vasos derivan de una famosa pintura de Polignoto en Atenas, mencionada pero no descrita por Pausanias (1.18.1). En el centro, a cada lado de este vaso, se encuentra una cuadriga conducida por uno de los Dioscuros, quien lleva a una de las hijas de Leucipo. En el registro inferior, un grupo de ménades y sátiros están representados a ambos lados del vaso.
Su hidria de figuras rojas, en el Museo Británico E 170, representa a Apolo persiguiendo a una mujer. En un fragmento de una hidria de Nápoles (Museo Arqueológico Nacional de Nápoles 86309), el artista parece haber representado un "amanecer". Una figura femenina personificada aquí conduce un carro de dos caballos, mientras que a ambos lados hay grupos de figuras personificadas de manera similar, quizás estrellas; algunas de estas figuras y caballos tienen alas.